# نايس (يريم)

تعديل مصدري - تعديل

نايس هي إحدى قرى عزلة ارياب بمديرية يريم التابعة لمحافظة إب، بلغ تعداد سكانها 309 نسمة حسب تعداد اليمن لعام 2004.